# Tožilčeva priča (film, 1957)
Tožilčeva priča (angleško Witness for the Prosecution) je ameriški dramski filmski triler iz leta 1957, ki ga je režiral Billy Wilder in zanj napisal scenarij skupaj z Larryjem Marcusom in Harryjem Kurnitzem. Temelji na kratki zgodbi The Witness for the Prosecution Agathe Christie iz leta 1925, v glavnih vlogah nastopajo Tyrone Power, Marlene Dietrich, Charles Laughton in Elsa Lanchester. Zgodba prikazuje sojenje moškemu za umor. 
Film je bil premierno prikazan 17. decembra 1957 ter se izkazal za finančno uspešnega in tudi odlično ocenjenega s strani kritikov. Na 30. podelitvi je bil nominiran za oskarja v šestih kategorijah, tudi za najboljši film, režijo in igralca (Laughton). Nominiran je bil tudi za pet zlatih globusov, od katerih je bil nagrajen za najboljšo stransko igralko (Lanchester), ter eno nagrado BAFTA. Na strani Rotten Tomatoes ima oceno 100%. Ameriški filmski inštitut ga je uvrstil na šesto mesto najboljših sodnih dram.

## Vloge
- Tyrone Power kot Leonard Vole
- Marlene Dietrich kot Christine Vole/Helm
- Charles Laughton kot sir Wilfrid Robarts
- Elsa Lanchester kot gospodična Plimsoll
- John Williams kot g. Brogan-Moore
- Henry Daniell kot g. Mayhew
- Ian Wolfe kot H. A. Carterer
- Torin Thatcher kot g. Myers
- Norma Varden kot ga. Emily Jane French
- Una O'Connor kot Janet McKenzie
- Francis Compton kot g. Justice Wainwright
- Philip Tonge kot glavni inšpektor Hearne
- Ruta Lee kot Diana